# 佐藤洋平
佐藤 洋平（さとう ようへい、1972年11月22日 - ）は、日本の元プロサッカー選手（1992年 - 2008年）。サッカーコーチ（2008年 - ）。ポジションは、ゴールキーパー。宮城県仙台市出身。

## 来歴

### 選手時代

#### 鹿島アントラーズ
鹿島アントラーズの前身である住友金属工業蹴球団時代から在籍していたが、Jリーグ開幕時には新加入の古川昌明にポジションを奪われ、ほとんど出場機会が与えられなかった。1994年に初めて試合出場するが、デビューから3試合で連続PK負けを喫した。
翌年の1995年に、古川の怪我もあり出場機会を得ると実力と成長をアピールしたものの、まだ併用されている状態であった。ジェフ市原戦では、主力選手の約半数を欠き、さらに退場者も出た中、佐藤の好セーブなどで0対0でのPK戦に持ち込み、味方のミスキックがあったにもかかわらず自らが2本のPKを止めて、4-2で勝利した。
1997年にはジョアン・カルロス監督によって正GKに起用される。リーグ第1ステージとナビスコカップの制覇に貢献するが、ジュビロ磐田とのチャンピオンシップでは第2戦で中山雅史にボールを奪われて失点し、チームは優勝を逃した。しかし、同年の天皇杯では優勝。
1998年は膝を痛めて離脱し、高桑大二朗に正GKの座を奪われた。

#### コンサドーレ札幌
1999年、J2に降格したコンサドーレ札幌をJ1に上げようという岡田武史新監督の誘いに応じ、出場機会を求めてレンタル移籍した。2000年にはJ2優勝及びJ1昇格に貢献。この年のJ2における札幌の失点は、1試合で0.55点という驚異的な数字であった。2001年には札幌に完全移籍し、J1残留の立役者となった。また、この年は日本代表に選出された。岡田は「（札幌が好成績を挙げられたのは）佐藤ら、ごく一部の選手の実力に頼ったもの」であると、テレビのインタビューで明言した。
J2に降格して迎えた2003年も札幌に残留し、正GKとチームキャプテンを務めた。

#### ジュビロ磐田
2003年、鹿島時代の恩師であるジョアン・カルロスが札幌の監督に就任したが、指導方針で対立し、若手の藤ヶ谷陽介に正GKを奪われた。そこに、同年シーズン途中にGK不足 となった磐田からのオファーを受け、レンタルでの移籍を決断した。コンビネーションの問題でリーグ戦は出場機会がなかったが、山本浩正の不安定なプレーが続いたため、天皇杯ではゴールマウスを守り、安定したプレーでジュビロ磐田としては初の天皇杯制覇に貢献。翌年には完全移籍し、正GKとして活躍した。
2005年に日本代表の守護神・川口能活の加入、自らの怪我などがあってベンチを暖めることが多くなったが、出場した試合では安定したプレーでチームを支えた。
2007年のシーズン前、自分のファンが製作したサイトに「今年をラストイヤーにする」とコメントし、クラブ側からの説得にもその意志は変わらず、11月29日に2007年シーズンをもって現役を引退する事が発表された。

### 指導者時代
引退発表後は磐田の他に古巣の鹿島と、出身地のクラブであるベガルタ仙台からコーチ就任オファーがあったが、「若年層育成を行いたい」との意志から、磐田から要請されたジュニアユースチームのGKコーチに就任した。しかし、八田直樹の負傷によるGK不足から、チームからの要請を受け、2008年2月21日から6月30日までの期間限定で選手に復帰。試合に出場することはなかったものの、カップ戦ではベンチ入りをした。
2009年、再度のベガルタ仙台のオファーを受諾して、同クラブのGKコーチに就任。
2014年12月24日、2015年にJFAのU-15日本代表GKコーチに就任することを発表。また、U-22日本代表GKコーチも兼任。

## エピソード
- J1優勝、J2昇格及びJ1への昇格、J2への降格の全てを選手として経験している。
- 現役生活の最後の所属クラブで、指導者のスタートを切ったジュビロ磐田とは因縁があり、Jリーグ公式戦デビューは対・磐田戦である。また、1997年のチャンピオンシップでの失態（上述）の際の相手チームも磐田であった。さらに、佐藤本人によれば、「高校時に住友金属（→鹿島）とヤマハ発動機（→磐田）からオファーを受けた」とのこと。磐田加入直後のインタビューで、住友金属を選んだ理由について、「ヤマハの正ゴールキーパーは森下申一さんだったので、住友金属の方がチャンスがあると思った」と述べている。
- 「試合に勝っても大して評価されないが、失点したり試合に負けると真っ先に責められるというポジション」という事で、GKはあまり好きではなかったが、札幌時代にディド・ハーフナーの指導を数年間受け、ゴールキーパーの楽しさが徐々にわかってきたと話している。

## 所属クラブ
- 1988年 - 1990年 宮城県工業高等学校
- 1991年 - 1998年 住友金属工業蹴球団/鹿島アントラーズ
- 1999年 - 2003年9月 コンサドーレ札幌
- 2003年9月- 2008年6月 ジュビロ磐田

## 個人成績
| 国内大会個人成績 | 国内大会個人成績 | 国内大会個人成績 | 国内大会個人成績 | 国内大会個人成績 | 国内大会個人成績 | 国内大会個人成績 | 国内大会個人成績 | 国内大会個人成績 | 国内大会個人成績 | 国内大会個人成績 | 国内大会個人成績 |
| 年度             | クラブ           | 背番号           | リーグ           | リーグ戦         | リーグ戦         | リーグ杯         | リーグ杯         | オープン杯       | オープン杯       | 期間通算         | 期間通算         |
| 年度             | クラブ           | 背番号           | リーグ           | 出場             | 得点             | 出場             | 得点             | 出場             | 得点             | 出場             | 得点             |
| 日本             | 日本             | 日本             | 日本             | リーグ戦         | リーグ戦         | JSL杯/ナビスコ杯 | JSL杯/ナビスコ杯 | 天皇杯           | 天皇杯           | 期間通算         | 期間通算         |
| ---------------- | ---------------- | ---------------- | ---------------- | ---------------- | ---------------- | ---------------- | ---------------- | ---------------- | ---------------- | ---------------- | ---------------- |
| 1991-92          | 住金             | 21               | JSL2部           | 15               | 0                | 0                | 0                |                  |                  |                  |                  |
| 1992             | 鹿島             | -                | J                | -                | -                | 0                | 0                | 0                | 0                | 0                | 0                |
| 1993             | 鹿島             | -                | J                | 0                | 0                | 0                | 0                | 0                | 0                | 0                | 0                |
| 1994             | 鹿島             | -                | J                | 5                | 0                | 0                | 0                | 0                | 0                | 5                | 0                |
| 1995             | 鹿島             | -                | J                | 26               | 0                | -                | -                | 4                | 0                | 30               | 0                |
| 1996             | 鹿島             | -                | J                | 15               | 0                | 10               | 0                | 0                | 0                | 25               | 0                |
| 1997             | 鹿島             | 21               | J                | 28               | 0                | 6                | 0                | 5                | 0                | 39               | 0                |
| 1998             | 鹿島             | 21               | J                | 2                | 0                | 0                | 0                | 1                | 0                | 3                | 0                |
| 1999             | 札幌             | 1                | J2               | 35               | 0                | 2                | 0                | 3                | 0                | 40               | 0                |
| 2000             | 札幌             | 1                | J2               | 37               | 0                | 2                | 0                | 3                | 0                | 42               | 0                |
| 2001             | 札幌             | 1                | J1               | 29               | 0                | 2                | 0                | 0                | 0                | 31               | 0                |
| 2002             | 札幌             | 1                | J1               | 27               | 0                | 6                | 0                | 1                | 0                | 34               | 0                |
| 2003             | 札幌             | 1                | J2               | 7                | 0                | -                | -                | -                | -                | 7                | 0                |
| 2003             | 磐田             | 28               | J1               | 0                | 0                | 0                | 0                | 5                | 0                | 5                | 0                |
| 2004             | 磐田             | 1                | J1               | 23               | 0                | 5                | 0                | 2                | 0                | 30               | 0                |
| 2005             | 磐田             | 21               | J1               | 6                | 0                | 1                | 0                | 0                | 0                | 7                | 0                |
| 2006             | 磐田             | 21               | J1               | 1                | 0                | 1                | 0                | 2                | 0                | 4                | 0                |
| 2007             | 磐田             | 21               | J1               | 2                | 0                | 1                | 0                | 0                | 0                | 3                | 0                |
| 2008             | 磐田             | 36               | J1               | 0                | 0                | 0                | 0                | -                | -                | 0                | 0                |
| 通算             | 日本             | 日本             | J1               | 164              | 0                | 32               | 0                | 20               | 0                | 216              | 0                |
| 通算             | 日本             | 日本             | J2               | 79               | 0                | 4                | 0                | 6                | 0                | 89               | 0                |
| 通算             | 日本             | 日本             | JSL2部           | 15               | 0                | 0                | 0                |                  |                  |                  |                  |
| 総通算           | 総通算           | 総通算           | 総通算           | 258              | 0                | 36               | 0                | 26               | 0                | 320              | 0                |

その他の公式戦
- 1997年
  - Jリーグチャンピオンシップ 2試合0得点
- 2004年
  - スーパーカップ 1試合0得点

| 国際大会個人成績 | 国際大会個人成績 | 国際大会個人成績 | 国際大会個人成績 | 国際大会個人成績 |
| 年度             | クラブ           | 背番号           | 出場             | 得点             |
| AFC              | AFC              | AFC              | ACL              | ACL              |
| ---------------- | ---------------- | ---------------- | ---------------- | ---------------- |
| 2004             | 磐田             | 1                | 5                | 0                |
| 2005             | 磐田             | 21               | 5                | 0                |
| 通算             | AFC              | AFC              | 10               | 0                |

- Jリーグ初出場 - 1994年8月10日 対ジュビロ磐田戦（カシマスタジアム）
- JSL(2部)初出場 - 1992年1月19日 対読売ジュニオール戦（住友金属鹿島総合グラウンド）

## 代表歴
- 2001年 日本代表候補

## 指導歴
- 2008年 ジュビロ磐田ジュニアユース GKコーチ
- 2009年 - 2014年 ベガルタ仙台 GKコーチ
- 2015年 U-15日本代表 GKコーチ
- 2015年 - 2016年 U-22日本代表 GKコーチ
- 2018年 - 2024年 鹿島アントラーズ GKコーチ
- 2025年 - U-23日本代表 GKコーチ

## タイトル

### クラブ
鹿島アントラーズ
- Jリーグ1stステージ : 1回 (1997年)
- Jリーグカップ : 1回 (1997年）
- 天皇杯全日本サッカー選手権大会 : 1回 (1997年)
- XEROX SUPER CUP : 2回 (1997年、1998年)

コンサドーレ札幌
- J2リーグ : 1回 (2000年)